# Nianlibu Jiedao
Nianlibu Jiedao (kinesiska: 廿里堡街道, 廿里堡) är en socken i Kina. Den ligger i provinsen Shandong, i den östra delen av landet, omkring 190 kilometer öster om provinshuvudstaden Jinan. Antalet invånare är 34 254. Befolkningen består av 17 007 kvinnor och 17 247 män. Barn under 15 år utgör 16,0 %, vuxna 15-64 år 75 %, och äldre över 65 år 7,0 %.
Genomsnittlig årsnederbörd är 689 millimeter. Den regnigaste månaden är juli, med i genomsnitt 232 mm nederbörd, och den torraste är januari, med 10 mm nederbörd.